# Список имён греческого происхождения
Ниже приводится список личных имён древнегреческого происхождения. Многие греческие имена с распространением христианства вошли в антропонимиконы других языков.
| А В Г Д Е З И К Л М Н О П С Т Ф Х |

## А
- Авксентий (Αὐξέντιος) — «преумножение»
- Автоном (Αὐτόνομος) — «живущий по собственным законам, автономный, независимый, самостоятельный; свободный, вольный», от αὑτός — «сам» и νόμος — «закон»
- Агапит (Ἀγαπητός) — «любимый, дорогой», от ἀγάπη — «любовь»
- Агапий (Ἀγάπιος), от ἀγάπη — «любовь»
- Агапия (Ἀγάπη) — см. Агапий
- Агата (Ἀγαθή), от ἀγαθός — «хорошая», «добрая»
- Агафья (Ἀγαθή) — см. Агата
- Агафангел (Ἅγαθάγγελος) — «добрый вестник» от ἀγᾰθον — «благо, добро» и ἄγγελος — «вестник, посланец, гонец»
- Агафодор (Ἀγαθόδωρος) — «благой дар», от ἀγᾰθον — «благо, добро» и δῶρον — «дар»
- Агафон (Ἀγάθων) — «благостный», от ἀγᾰθον — «благо, добро»
- Аглая (Ἀγλαΐα) — «красота, блеск», перен. «ликование»
- Агнес (Ἁγνή), от ἁγνεία — «чистота», «непорочность»
- Агнесса — см. Агнес
- Агния — от ἁγνεία — «чистота», «непорочность»
- Акакий (Ἀκάκιος) — «не делающий зла», «неплохой»
- Акиндин (Ακίνδυνος) — «безопасный»
- Александр (Ἀλέξανδρος), от ἀλέξω — «защищать» и ἀνδρός, родительный падеж к ἀνήρ — «человек, муж, мужчина», дословно — «защитник людей»
- Александра (Ἀλεξάνδρα) — см. Александр
- Алексей (старая форма — Алексий; Ἀλέξιος), от ἀλέξω — «защищать», дословно — «защитник»
- Алексина — см. Алексей
- Алипий (Ἀλύπιος) — «беспечальный», от ἀλυπία — «отсутствие печалей» или «страданий»
- Алипия — см. Алипий
- Алла (Ἄλλη) — возможно из ἄλλη — «другая»[1]
- Амвросий (Ἀμβρόσιος) — «неумирающий»
- Анастасий (Ἀναστάσιος, краткая форма Анастас) — от ἀνάστασις) — «возвращение к жизни, воскресение» (дословно — «возвращённый к жизни»)
- Анастасия (Ἀναστασία) — см. Анастас
- Анатолий — восходит к ἀνατολικός — «восточный»
- Ангелина ({{lang-grc|Ἀγγελίνα}}) — «вестница», от ἀγγέλλω — «возвещать», «извещать»[2]
- Андрей (Ἀνδρέας) — «мужественный, храбрый»
- Андроник (Ἀνδρόνικος) — «победитель мужей»
- Андроника (Ἀνδρονίκη) — см. Андроник
- Анжела — восходит к ἄγγελος — «посланец» или «вестник» (дословно — «вестница»)
- Аникий — восходит к νίκη — «победа».
- Анисия (Ἀνυσία), от ἄνυσις и ἀνύω — благотворная
- Антипа (Ἀντίπας)
- Анфиса (Ἀνθοῦσα), от ἀνθοφόρος) — «цветущая»
- Аполлоний (Ἀπολλώνιος) — «посвящённый Аполлону» (Ἀπόλλων), греческому богу света
- Аполлония (Ἀπολλωνία) — см. Аполлоний
- Аристарх (Ἀρίσταρχος) — «старший из лучших», «властитель лучших»
- Аркадий — от Ἀρκάς, Ἀρκάδος — «из Аркадии»
- Арсений (Ἀρσένιος) — «мужественный»
- Артемий (Ἀρτέμιος) — «посвящённый Артемиде»
- Артём
- Архипп (Ἅρχιππος) — «главный над лошадьми», от ἀρχι- — «главный, старший» и ἵππος — «лошадь»
- Афанасий (Ἀθανάσιος) — «бессмертный»
- Афинагор (Ἀθηναγόρας) — «рынок Афины»

## В
- Варвара — от βάρβαρος — «чужеземная»
- Варнава (Βαρνάβας)
- Василий — от βασιλεύς — «царь»
- Василиса — от βασίλισσα — «царица»
- Вероника (Βερονίκη, Βερενίκη, Φερενίκη), от φέρω — «приносить» и νίκη — «победа» (дословно — «приносящая победу»)[3]
- Виссарион (Βησσαρίων), возможно от βήσσα — «лесная лощина»
- Влас (Βλάσιος) — «простой, грубый»
- Вукол — от βουκόλος — «пастух»

## Г
- Галактион (Γαλακτίων) — «молочный», от γάλα — «молоко»
- Галина (Γαλήνη), от γαλήνη — «спокойствие, безмятежность»
- Геласий — от γελάω — «смеяться»
- Гелиодор (Ἡλιόδωρος) — «дар Солнца», от ἥλιος — «солнце» и δῶρον — «дар»
- Геннадий (Γεννάδιος), от γεννάδας — «родовитый», «благородного происхождения»
- Георгий — от γεωργός — «земледелец»
- Герасим (Γεράσιμος) — «почтенный»
- Геронтий (Γερόντιος) — «престарелый»
- Глафира (Γλαφυρή), от γλαφυρία — «воспитанность, тонкость, изящество»
- Гликерия (Γλυκερία), от γλυκύς, γλυκεῖα — «сладкая», «милая», «приятная»
- Гордей (Γορδίας)
- Григорий — от γρηγορέω — «бодрствовать», «быть бдительным»

## Д
- Данакт (Δάναξ), от Δάν — Зевс и ἄναξ (генитив ἄναξ) — «король, повелитель»[4]
- Демид (Διομήδης)
- Денис — от Διόνυσος — «Дионис», греческий бог виноделия
- Диодор (Διόδωρος)
- Дионисий — от Διονύσιος — посвящённый Дионису
- Димитрий (Δημήτριος) — «относящийся к Деметре», греческой богине плодородия и земледелия
- Дора (Δώρα), от δῶρον — «подарок, дар»
- Доримедонт (Δορυμέδοντος)
- Доротея (Δωροθέα), от δῶρον и θέα, дословно — «дар божий»
- Дорофей — см. Доротея
- Дорофея — см. Доротея
- Досифей (Δοσίθεος)

## Е
- Евангелия (также Вангелия), от εὐαγγέλιον — «благая весть»
- Евгений (Εὐγένιος), от εὐγενής — «благородный»
- Евгения — см. Евгений
- Евграф (также Евгра́фий) — от εὐγραφής) — «хорошо пишущий»
- Евдоким — от εὐδόκιμος — «славный»
- Евдокия (Εὐδοκία), от εὐδοκία — «благоволение, любовь»[5]
- Евдоксий (Εὐδόξιος, Εὔδοξος), от εὖ — «благо» и δόξα — «доброе имя, слава»
- Евдоксия (Εὐδοξία) — см. Евдоксий
- Евксена (Εὔξενη), от εὔξενος — «гостеприимная»[5]
- Евлампий — от εὖ — «хорошо» и λάμπω — «светить, сиять»[6]
- Евлампия — см. Евлампий
- Евпраксия (Εὐπραξία), от εὐπραξία, εὐπραγία — «благоденствие, процветание» или «хорошие поступки»[7], далее от εὖ и πρᾶξις
- Евсей — от εὐσεβής — «благочестивый, набожный»
- Евстафий (Εὐστάθιος) — «стойкий»
- Евтихиан (Εὐτυχιανός)
- Евтихий (Εὐτυχής, Εὐτύχιος)
- Евфросиния (Εὐφροσύνη) — от εὖ — «добро, благо» и φροντίς — «мышление, размышление»; дословно — «благомыслящая»
- Евангел (также Вангел) — см. Евангелия
- Екатерина (разговорное Катерина) — от Αἰκατερίνη), от καθαρός «чистый»
- Елена (Ἑλένη «Солнечная»), возможно от ἕλη — «солнечный свет»[8]
- Ельпида (также Эльпида) — от ἐλπίς — «надежда»
- Еннафа (также Эннафа, Ενναθᾶ) — «водворяющаяся в храм»
- Епистима — от ἐπιστήμη — «знание», «искусство, опытность»
- Еразм — от ἐράσμιος — «любезный, приятный»
- Ермиония (Ἑρμιόνη), от Ἑρμῆς — «Гермес»
- Ермолай (Ἑρμόλαος)
- Ерофей (также Иерофей), от Ἱερόθεος, далее от ἱερός — «посвящённый» и θεός — «бог»
- Ефим — от εὔφημος — «несущий добро»
- Ефимия (также Евфимия) — см. Ефим

## З
- Зинаида (Ζηναΐς) — принадлежащая Зевсу
- Зосима (Ζωσιμάς, Ζώσιμος)
- Зоя (Ζωή), от ζωή, ζοΐα — «жизнь», возможно перевод библейского имени Ева[9]

## И
- Иероним (Ἱερώνυμος), от ἱερός — «священный» и ὄνομα — «имя»
- Иерофей — см. Ерофей
- Илиодор — см. Гелиодор
- Илларион (также Иларион; Ἱλαρίων), от ἱλαρός «весёлый»
- Инес (Ἁγνή) — от ἁγνός — «чистая, непорочная; невинная»
- Инна (Ἰννᾶς), имя неясной этимологии[10]
- Иоанн (Ἰωάννης)
- Иоанникий (Ἰωαννίκιος)
- Ипатий (Ὑπάτιος), от ὕπατος — «высочайший»
- Ипатия — см. Ипатий
- Иппократ (от Ἱπποκράτης — Гиппократ)
- Ипполит — Ἱππόλυτος, что в свою очередь, от ἵππος — «лошадь» и λύω — «освобождаю»
- Ираида — из Ἥρα — «Гера» и εἶδος — «род», «потомок»[11]. По другой версии, от ἡρωίς (род. п. ἡρωίδος) — «героиня»[12]
- Ираклий, от имени героя Гера́кла (Ἡρακλῆς — «прославленный (богиней) Герой»)
- Ирина (Εἰρήνη), от εἰρήνη — «мир», «спокойствие»
- Иринарх (Εἰρήναρχος)
- Ириней (Εἰρηναῖος)
- Иродион (Ἡρωδίων) — см. Родион
- Исидор — от Ἰσίδωρος — «дар Изиды», далее от Ἶσις — «Изида», египетская богиня; δῶρον — «подарок»
- Исмена (Ἰσμήνη) — значение неясно
- Ифигения (Ἰφιγένεια), от ἶφι — «доблестно» и γένος — «род, происхождение»[13]
- Ия — от ἴα — «фиалки»

## К
- Каллиник (Καλλίνικος), от κάλλος — «прекрасный» и νίκη — «победа»
- Каллиопа (Καλλιόπη), от κάλλος — «прекрасный» и ὄψ — «голос»
- Каллироя (Καλλιρρόη), от κάλλος — «прекрасный» и ροή — «поток»
- Каллистрат (Καλλίστρατος), от κάλλος — «прекрасный» и στρατός — «войско»
- Каломира (Καλομοίρα), от καλός — «хорошая» и μοίρα — «судьба»
- Карп — от καρπός — «плод»
- Кассандра (Κασσάνδρα), от κάζομαι — «сияю» и ἀνδρός — «человек»
- Катерина — см. Екатерина
- Кибела (также Кивела) — от Κυβέλη — фригийской богини Кибелы, этимологическое значение имени неясно
- Кир (Κύρος), возможно от κύριος — «господин»; либо от др.-перс. خور (khūr) — «солнце»; либо от др.-перс. کوروش (kūruš) — «дальновидный»
- Кира (Κύρα) — см. Кир
- Кириак (Κυριακός)
- Кирик (Κηρύκος), от κῆρυξ — «гонец», «вестник»
- Кирилл (также Кирил; Κύριλλος), от κύριος — «господин»
- Кирьяк (также Кириак; Κυριάκος), от κύριος — «господин»
- Кирьяка (также Кириака; Κυριακή) — см. Кирьяк
- Клеарх (Κλέαρχος), от κλέος — «слава» и ἀρχός
- Клеомен (Κλεομένης), от κλέος — «слава» и μένος — «сила»
- Клеон (Κλέων), от κλέος — «слава»
- Клеоник (Κλεονίκη), от κλέος — «слава» и νίκη — «победа»
- Клеоника — см. Клеоник
- Клеопатра (Κλεοπάτρα), от κλέος — «слава» и πατήρ — «отец»
- Клио (Κλειώ), от κλέος — «слава»
- Колот (Κολώτης, редкое, вышедшее из употребления древнерусское, славянское и русское личное имя, имеющее греческое происхождение[14][неавторитетный источник][15][неавторитетный источник][комм. 1][16]
- Конон (Κόνων)
- Коралия (Κοραλία), от κοράλλιον — «коралл»
- Корина (Κορίνα), от κόρη — «девушка»
- Кристаллия (также Кристалия) (Κρυστάλλια), от κρύσταλλος — «кристалл»
- Кристина (койне Χριστίνα), от «Христос» (Χριστός)
- Кронид — от Κρόνος — «Кронос»
- Ксантиппа (Ξανθίππη), от ξανθός — «золотистый» и ἵππος — «конь»
- Ксанфа (также Ксанта) (Ξανθή), от ξανθή — «золотистая»
- Ксения (Ξένια), от ξενία — «гостеприимство, радушный приём» (дословно — «гостеприимная»), по другой версии "чужая", "чужестранка" (однокоренное слово - ксенофобия, что означает фобию незнакомых людей)
- Ксенофон (также Ксенофонт; Ξενοφῶν), от ξένος — «чужой» и φωνή — «голос», т.е «говорящий на чужом языке»
- Кузьма (также Козьма; Κοσμᾶς), от κόσμος — «порядок»
- Куприян (Κυπριανός)

## Л
- Ламбр (также Лампр) — от λαμπρός — «сияющий»
- Лариса — возможно, от Λάρισα — «Лариса», город в Греции, или лат. larus — «чайка»
- Леандр (Λέανδρος), от λέων — «лев» и ἀνδρός — «человек»
- Лев (λέων)
- Леонид (Λεωνίδας), от λέων — «лев» и ἴδας — «потомок»
- Леонтий (Λεόντιος), от λέων — «лев»
- Лидия — от Λυδία — «Лидия», историческая область на западе Малой Азии (ныне Западная Турция)
- Ликург (Λυκοῦργος), от λύκος — «волк» и ἔργον — «дело»
- Лин — от λίνος — «лин» (скорбная песнь)[17]
- Лина — см. Лин
- Лука (Λουκᾶς) — предположительно «человек из Лукании»

## М
- Майя (Μαῖα), от μαῖα — «матушка, кормилица, мать»
- Макар — от μάκαρ — «счастливый», «благоденствующий», «блаженный»
- Макарий (Μακάριος) — см. Макар
- Макария — см. Макарий
- Маргарет — см. Маргарита
- Маргарита — от μαργαρίτης — «перл, жемчуг»
- Мелания (Μελανία), от μέλαινα — «тёмный», «чёрный»
- Мелетий (Μελέτιος), от μελετάω — «заботиться»
- Мелетия — см. Мелетий
- Мелина (Μελίνα), от μέλι — «мёд»
- Мелисса (Μέλισσα), от μέλισσα, атт. μέλιττα — «пчела»[18]
- Мельпомена (Μελπομένη), от μέλω — «петь»
- Менелай (Μενέλαος), от μένω — «остаюсь» и λαός — «народ»
- Меропа (Μερόπη), от μέροψ — «красноречивый»
- Метаксия (Μεταξία), от μέταξα — «шёлк»
- Мефодий (Μεθόδιος)
- Мильтиад (Μιλτιάδης), от μίλτος — «красная краска» (сурик, охра или киноварь)
- Мина (Μηνάς), от μηνάς — «луна»
- Мирон (Μύρων), от μύρων — «мирра»
- Миропия (Μυρόπη, Μυρώπη), от μυροποιός — «приготовляющая благовония»[19]
- Мирофора (Μυροφόρα), от μύρων — «мирра» и φέρω — «приношу»
- Мирт (Μυρτώ), от μύρτος — «мирт»
- Митрофан (Μητροφάνης)

## Н
- Нектарий (Νεκτάριος), от νέκταρ — «нектар»
- Нектария — см. Нектарий
- Неокл (Νεοκλῆς), от νέος — «новый» и κλέος — «слава»
- Неон — от νέον (νεότης) — «молодость, юность»[20]
- Неонилла (разговорное Неонила) — см. Неон[21]
- Неофит (νεόφυτος), от νέος — «новый» и φυτόν — «растение»
- Нестор (Νέστωρ), возможно от νόστος — «путешествие»
- Ника (Νίκη), имя богини победы, от νίκη — «победа»[22]
- Никандр (Νίκανδρος), от νίκη — «победа» и ἀνδρός — «человек»
- Никанор (Νικάνωρ)
- Никита (Νικήτας), от νικητής — «победитель»
- Никифор (Νικηφόρος), от νίκη — «победа» и φέρω — «приношу»
- Никодим (Νικόδημος), от νίκη — «победа» и δῆμος — «народ»
- Николай (Νικόλαος), от νίκη — «победа» и λαός — «народ»
- Николета (Νικολέτα) — см. Ника
- Николина (Νικολίνα) — см. Ника
- Никон (Νίκων), от νικάω — «побеждать»

## О
- Олимпиада (Ὀλυμπιάς), от Ὄλυμπος — «Олимп»
- Олимпий (Ὀλύμπιος) — см. Олимпиада
- Олимпия (Ὀλυμπιά) — см. Олимпиада
- Орест (Ὀρέστης), от ὄρος — «гора»
- Онисим (Ὀνήσιμος)

## П
- Павсикакий — от παύω — «прекращать» и κακία «зло, порок»[23]
- Паисий (Παΐσιος), от παῖς — «дитя»
- Панагиот (также Панайот; Παναγιώτης) — см. Панагиота
- Панагиота (также Панайота; Παναγιώτα), от πᾶν — «весь» и ἄγιος — «святой»
- Пандора (Πανδώρα), от πᾶν — «весь» и δῶρον — «дар»
- Панкратий (также Панкрат) — от Παγκράτιος), от πᾶν — «весь» и κράτος — «власть»
- Панопия (Πανωπία), от πᾶν — «весь» и ὄψ — «голос»
- Пантелеймон (Παντελεήμων), от πάντες — «весь» и ἔλεος — «милость»
- Пантолеон (Πανταλέων), от πάντες — «весь» и λέων — «лев»
- Параскева (Παρασκευή) — «пятница»
- Парис — от Πάρις — «Парис», сын Приама, мифический персонаж, буквальное значение неясно
- Парменион (Παρμενίων), от παραμένω — «остаюсь», «держусь»
- Парфений (Παρθένιος), от παρθένος — «целомудренный»
- Патапий (также Потап) — от Πατάπιος, значение неясно
- Патрокл (Πάτροκλος), от πατήρ — «отец» и κλέος — «слава»
- Пахомий (также Пахом) — от Παχώμιος, которое в свою очередь, возможно, от παχύς — «плотный», «толстый»
- Пелагия (также Пелагея; Πελαγία), от πέλαγος — «море»
- Пенелопа (Πηνελόπη), от πηνέλοψ — «чирок»
- Перикл (Περικλῆς), от περί — «ради» и κλέος — «слава»
- Пимен (Ποιμήν) — «пастырь»
- Пинна (Πιννᾶς) — от πίννα — «пинна» (моллюск с двустворчатой раковиной, дававший перламутр и шелковистые нити).
- Пирр — от Πύρρος — «рыжий», «огненный»
- Платон (Πλάτων), от πλατύς — «широкий», «широкоплечий»
- Полибий (также Поливий; Πολύβιος), от πολύ — «много» и βίος — «жизнь»
- Полидор (Πολύδωρος), от πολύ — «много» и δῶρον — «дар»
- Полиевкт (Πολύευκτος)
- Поликарп (Πολύκαρπος), от πολύ — «много» и κάρπος — «плод»
- Политима (Πολυτίμη), от πολύ — «много» и τιμή — «почёт»
- Порфирий (Πορφύριος), от πορφύρεος — «багряный»
- Прасковья — от παρασκευή — «канун субботы, пятница»
- Продром (Πρόδρομος), от πρό — «впереди» и δρόμος — «путь»
- Прокл (Προκλέης, Προκλῆς)
- Прокопий (также Прокоп; Προκόπιος), от προκοπή — «успех»
- Протасий — от προτάσσω — «становиться впереди»
- Прохор (Προχωρέω)
- Пётр (Πέτρος), от πέτρος — «камень»

## Р
- Римма (Ῥιμμᾶς)
- Родион (Ῥοδιών), от Ῥόδιος — родосец (житель Родоса)

## С
- Севастьян (Σεβαστιανος)
- Серапион (Σεραπίων) — «служитель культа Сераписа»
- Синклитикия (Συγκλητική) — «сенатская, сенаторша», от συγκλητικός — «член сената (синклита)»
- Синтия (Κυνθία), от Κύνθος — «гора Кинф»
- Созон (Σώζων)
- София, Софья — от σοφία — «мудрость, премудрость»
- Софрон (Σώφρων)
- Спиридон (Σπυρίδων)
- Степан (Στέφανος)
- Стефан (Στέφανος), от στεφάνι — «венок, венец», дословно — «венценосный»
- Стефания — см. Стефан

## Т
- Тарас (Τάρας)
- Тарасий (Ταράσιος)
- Татьяна (Τατιανή)[24]
- Теодор (Θεόδωρος) — см. Фёдор
- Тимофей (Τιμόθεος) — «почитающий бога»
- Тихон (Τύχη) — от имени бога случая, судьбы и счастья Тихона[25]
- Трифон (Τρύφων)
- Трофим (Τρόφιμος)

## Ф
- Фаина — от φαεινή — «сияющая, блестящая»[26]
- Фалалей (Θαλλέλαιος), от θαλλώ — «цвести» и ἐλάα — «маслина»
- Феврония (Φευρωνία), которое в свою очередь, возможно — от φοῖβος — «лучезарный»
- Федос (Θεοδόσιος) — «отданный богу»
- Федосей — от θεός — «бог» и δόσιος — «данный»
- Федот (Θεόδοτος) — «богоданный», «отданный, посвящённый богам»
- Федра (Φαίδρα), от φαιδρός — «сияющий»
- Федул (Θεόδουλος) — «раб божий»
- Фемистокл (Θεμιστοκλῆς) — «прославленный за справедливость»
- Феогност (Θεογκνοστουσ) — «богу известен»
- Феодора (Θεοδώρα) — см. Фёдор
- Феодосия (Θεοδοσία) — «богом данная»
- Феоктист (Θεόκτιστος) — «созданный богом»
- Феофан (Θεοφανής), от θεός — «бог» и φαίνω — «являться», дословно — «богоявление»
- Феофания (Θεοφάνια) — см. Феофан
- Феофил (Θεόφιλος)
- Феофилакт (Θεοφύλακτος) — «богом хранимый»
- Ферапонт (Θεράποντος) — «спутник, помощник, гостеприимный, услужливый», вторичное значение — «ученик, слуга»
- Филарет (Φιλάρετος), от φίλος — «друг» и ἀρετή — «доблесть»; «любящий добродетель»
- Филат — сокращение от Феофилакт
- Филимон (Φιλεμόν) — «любимый»
- Филипп — от φιλέω — «люблю» и ἵππος — «лошадь»
- Флегонт (Φλέγοντος) — «горящий»
- Фока (Φωκάς)
- Фотида — от φῶς — «свет»
- Фотий — от φῶς — «свет, светлый»
- Фотин — см. Фотида
- Фотина — см. Фотида
- Фёдор (Θεόδωρος) — «дарованный богом», «божий дар»
- Фёкла (Θέχλα) — «слава божья»

## Х
- Хареа (Χαρέα), от χαρά — «радость»
- Харитон (Χαρίτων) — «благосклонный»
- Хиония (Χιονία), от χιών — «снег», дословно — «Снежная»[27]
- Хрисанф (Χρυσανθής)
- Христофор — от койне Χριστόφορος — «несущий Христа»

## Э
- Элина — см. Елена
- Эразм — см. Еразм